# مدير أعمال
مدير أعمال (بالإنجليزية: Business manager)‏ هو الشخص الذي يدير عمل الآخرين من أجل تشغيل الأعمال بكفاءة وتحقيق ربح كبير. ويجب أن يكون لديه المعرفة في المجالات التالية (وربما يكون متخصص في واحد أو أكثر منها) وهي: المبيعات، التسويق، العلاقات العامة، البحث، تحليل العمليات، معالجة البيانات، الرياضيات، الإحصاء، والاقتصاد وغيرها.
قد تشمل المسؤوليات تدريب الموظفين. تخطيط وتعيين وتوجيه العمل؛ تقييم الأداء الوظيفي؛ مكافأة أو تنظيم الموظفين؛ معالجة الشكاوى وحل النزاعات.